# Douglas Franco Teixeira
Douglas Franco Teixeira, mais conhecido como Douglas (Florianópolis, 12 de Janeiro de 1988), é um futebolista brasileiro naturalizado neerlandês que atua como zagueiro. Atualmente está sem clube.
No dia 2 de novembro de 2011, adquiriu a cidadania neerlandesa.

## Carreira
Douglas iniciou sua carreira no Joinville, de Santa Catarina. Permaneceu duas temporadas no JEC, onde desempenhou um bom futebol. Com isso, acabou se transferindo para o Twente, dos Países Baixos, firmando um contrato de seis anos.
Sua estreia aconteceu num amistoso, no dia 7 de setembro de 2007, contra o Borussia Mönchengladbach. Sua estreia oficial aconteceu contra o Heerenveen, em partida disputada pelo Campeonato Neerlandês no dia 22 de dezembro do mesmo ano.
Em Agosto de 2016 chega a acordo com o Sporting Clube de Portugal para representar o clube.

## Seleção
Nunca tendo sido convocado para a Seleção Brasileira, recebeu uma convocação no dia 8 de outubro de 2012 para defender os Países Baixos numa partida contra à Romênia, quase um ano após adquirir a nacionalidade neerlandesa, devido ao tempo de residência nos Países Baixos.

## Títulos
Twente
- Campeonato Neerlandês: 2009–10
- Copa dos Países Baixos: 2010–11
- Supercopa dos Países Baixos: 2010, 2011